# 國際制止北韓反人道罪行聯盟
國際制止北韓反人道罪行聯盟（The International Coalition to Stop Crimes Against Humanity in North Korea，ICNK）是一個成立於2011年9月8日的國際人權組織，該組織主要關注朝鮮民主主義人民共和國的人權問題。現時，ICNK得到包括自由之家和人權觀察等40個人權組織的支援。
在2012年1月，ICNK曾寄公開信於朝鮮新任領導人金正恩，又在同年3月要求聯合國人權理事會啟動特別機構向朝鮮民主主義人民共和國政府施壓，以迫使該國關閉國內的集中營。

## 資料來源
1. ↑  .   [2013-06-19]. （原始内容存档于2013-12-08）.
2. ↑  Rights Watch Campaign for Investigation into North Korea's Crimes Against Humanity[永久]
3. ↑  .   [2013-06-19]. （原始内容存档于2014-11-22）.

## 外部連結
- 官方網頁 （页面存档备份，存于）